# Književnost u 1810.
◄◄ | ◄ | 1807. | 1808. | 1809. | 1810.  | 1811. | 1812. | 1813. | ► | ►►
Arhitektura • Astronomija • Biologija • Glazba • Kazalište • Kemija • Kiparstvo • Knjige • Književnost • Kršćanstvo • Meteorologija • Medicina • Politika • Pravo • Promet • Slikarstvo • Šport • Znanost
Književnost u 1810.

## Hrvatska i u Hrvata

### Rođenja
- 30. lipnja – Stanko Vraz, hrvatski i slovenski književnik, kritičar i prevoditelj († 1851.)

## Vanjske poveznice
|  | Zajednički poslužitelj ima još gradiva o temi Književnost u 1810. |